# Alain Gillot
Alain Y.M. Gillot (ur. 21 marca 1927 w Fougères) – francuski polityk i architekt, od 1979 do 1980 poseł do Parlamentu Europejskiego I kadencji.

## Życiorys
Z zawodu architekt, autor licznych projektów w okolicach Paryża i Vélizy-Villacoublay. Od 1973 do 1977 kierował branżową organizacją Union nationale des syndicats français d’architectes. Zaangażował się w działalność polityczną w Zgromadzeniu na rzecz Republiki. W 1979 wybrano go posłem do Parlamentu Europejskiego. Przystąpił do Europejskich Progresywnych Demokratów, należał do Komisji ds. Prawnych. We wrześniu 1980 zrezygnował z mandatu.